# Ангола (Њујорк)
Ангола (енгл. Angola) град је у америчкој савезној држави Њујорк.

## Демографија
По попису из 2010. године број становника је 2.127, што је 139 (-6,1%) становника мање него 2000. године.
| Група             | 2000.         | 2010.         |
| Белци             | 2.170 (95,8%) | 1.983 (93,2%) |
| Афроамериканци    | 10 (0,4%)     | 12 (0,6%)     |
| Азијати           | 8 (0,4%)      | 2 (0,1%)      |
| Хиспаноамериканци | 33 (1,5%)     | 63 (3,0%)     |
| Укупно            | 2.266         | 2.127         |